# Григориос Пазьонис
Григориос Пазьонис (на гръцки: Γρηγόριος Παζιώνης) е гръцки политик, кмет на Драма от 1929 до 1932 година, областен управител в Македония. По време на окупацията на Гърция през Втората световна война развива пронацистка дейност и по-късно е осъден от специален съд.

## Биография
Пазьонис е роден в град Мелник в 1887 година. След като Мелник попада в България, се изселва в Драма. По време на българската окупация е арестуван и интерниран от българските власти заедно с баща му, като баща му умира. Пазьонис храни голяма омраза към България и след Малоазиатската катастрофа се ориентира към Германия.
В 1929 година е избран за кмет на Драма и остава на поста до 1932 година. През октомври 1935 година става областен управител (номарх) на ном Халкидики, но през януари 1936 година подава оставка, за да се кандидатира за депутат през изборите същата година, но не успява да бъде избран. По време на диктатурата на Йоанис Метаксас през август 1938 година е назначен за областен управител на ном Еврос. През август 1940 година минава в министерстово на вътрешните работи.
През окупацията се установява в Солун и през септември 1941 година е назначен за инспектор на службите за социални грижи с месечна заплата 10 000 драхми. Присъединява се към Националсоциалистическата партия на Македония-Тракия на Георгиос Спиридис и през март 1942 година става заместник на Спиридис. Изразява прохитлеристки възгледи и призовава гръцките работници да заминат да работят в Германия. Пазьонис е назначен в Генералната дирекция за жилищно настаняване, където урежда настаняването на сина си и брат си. След това става лидер на Нацистката партия на Македония-Тракия.
През лятото на 1944 година е затворен в Еди куле и след освобождаването си бяга към Австрия с отстъпващите германски войски. След края на войната, през май 1945 година заминава за Швейцария под фалшиво име, но по молба на гръцкия посланик е арестуван. В 1946 година е изпратен в затвора „Павлос Мелас“. Осъден е от Специалния съд през август 1947 година на 2,5 години затвор. Излиза от затвора 30 декември 1948 година.
Умира в Атина на 13 юли 1983 година и е погребан в гробището Зографиу.